# Roman Kohlmeyer
Roman Kohlmeyer (* 28. März 1928) ist ein ehemaliger deutscher Fußballspieler. Der jüngere Bruder des Fußballweltmeisters von 1954, Werner Kohlmeyer, spielte in der ersten Hälfte der 1950er Jahre bei den Kaiserslauterner Vereinen 1. FC und VfR, für die er in der damals erstklassigen Fußball-Oberliga Südwest 73 Spiele absolvierte und dabei zwei Tore erzielte. In der zweiten Hälfte des Jahrzehnts spielte er für mehrere Vereine in der australischen Metropole Sydney.

## Laufbahn
Roman Kohlmeyer war wie sein Vater von Beruf Drechsler. Nach dem Krieg war er in der Saison 1949/50 an der Seite einiger künftiger Weltmeister im Kader des in der Nordgruppe der Oberliga Südwest spielenden 1. FC Kaiserslautern. Er kam in zwei Spielen jeweils auf Linksaußen an der Seite von Halbstürmer Werner Baßler zum Einsatz. Zudem trat er auch in einer Pokalbegegnung an. Kaiserslautern gewann in dieser Saison die Gruppe und anschließend das Endspiel um die Südwestmeisterschaft gegen den SSV Reutlingen. In der darauffolgenden Endrunde um die Deutsche Meisterschaft unterlag der 1. FC Kaiserslautern mit 2:5 gegen den VfB Stuttgart. Möglicherweise war Roman Kohlmeyer bis 1952 beim Verein, doch in offiziellen Partien schien er nicht mehr auf.
Zwischen 1952 und 1955 war Roman Kohlmeyer beim Lokalkonkurrenten VfR Kaiserslautern, der ebenso in der Oberliga Südwest zu Hause war, aktiv. Auf dem Erbsenberg war er 1952/53 und 1953/54 Stammspieler des VfR und kam auf 56 Ligaeinsätze, in denen er einen Treffer erzielte. In seiner dritten Saison folgten noch 15 weitere Einsätze mit einem Tor. In jenen Jahren krebste der Verein im unteren Mittelfeld oder knapp über den Abstiegsrängen herum. Bekanntester Spieler des VfR in dieser Zeit war wohl der schlesische Stürmerstar Ernst Willimowski, der zwischen 1951 und 1955, kurz vor dem Ende seiner Karriere, in 90 Spielen 70 Tore für den Verein erzielte.
1957 trat er für den von holländischen Einwanderern kontrollierten Verein Sydney Austral an in der ersten Liga des australischen Bundesstaates Neusüdwales an. In Ermangelung einer nationalen Liga war das die höchste Leistungsstufe. Mit ihm spielte bei Austral Heinz Dobbrunz, der auch einmal in der Oberliga gewirkt haben soll. Ab Februar 1959 wirkte er in der zweiten Liga bei Villawood, einer Mannschaft die von jungen Neueinwanderern, darunter vielen Deutschen, gespeist wurde, als Kapitän und Trainer. Villawood stig zum Ende der Saison auf, doch schon im April geriet Kohlmeyer dort in Schwierigkeiten. Danach war er beim deutschen Verein Concordia, der ebenso in der zweiten Division spielte. Im April 1959 transferierte er für eine Ablösesumme von £55 von Concordia zum Erstligisten North Side United, der im Norden von Sydney im Vorort Chatswood seine Heimat hatte. Dort wirkte er als Trainer und Mittelstürmer.